# Lente Objetiva de Imersão em Óleo
As lentes objetivas de imersão em óleo podem chegar até uma ampliação de 100x. Elas receberam este nome, por terem óleo de imersão entre sua sua extremidade e a preparação.

## Contexto Teórico
As lentes redirecionam a luz espalhada por um objeto. Para atingir esse objetivo todas as ordens de difração precisam ser coletadas. A resolução de um microscópio é definida como a menor distância entre dois objetos em análise, para que o microscópio os identifique como objetos separados. Essa distância mínima é denominada δ. Se dois objetos são separados por uma distância menor que δ, eles aparecerão como um único objeto no microscópio.
A medida do poder de resolução, RP, de uma lente é dada por sua abertura numérica, NA:
{\displaystyle \delta ={\frac {\lambda }{\mathrm {2NA} }}}
onde λ é o comprimento de onda da luz. Portanto, uma boa resolução (δ pequeno) significa uma alta abertura numérica.
A abertura numérica de uma lente é definida como:
{\displaystyle \mathrm {NA} =n\sin \alpha _{0}\;}
onde α0 é metade do ângulo medido pela lente objetiva vista da preparação, e n é o índice de refração do meio entre a lente e a amostra (aproximadamente 1 para o ar). Como sin α0 é sempre menor ou igual a unidade (o número "1"), a abertura numérica nunca pode ser maior que 1 para uma lente objetiva no ar. Se o espaço entre a lente objetiva e a amostra for preenchido com óleo, a abertura numérica pode obter valores maiores que a unidade. Isso ocorre porque o óleo tem um índice de refração maior que 1.